# Asako Ideue
Asako Ideue (井手上 麻子, 5 de maig de 1987) és una exfutbolista japonesa.

## Selecció del Japó
Va debutar amb la selecció del Japó el 2010. Va disputar 1 partits amb la selecció del Japó.

## Estadístiques
| Selecció del Japó | Selecció del Japó | Selecció del Japó |
| Anys              | Partits           | Gols              |
| ----------------- | ----------------- | ----------------- |
| 2010              | 1                 | 0                 |
| Total             | 1                 | 0                 |